# Paradise, Hawaiian Style
Paradise, Hawaiian Style ("Paraíso estilo hawaiano") es la canción principal que da título a la película del mismo nombre, grabada por Elvis Presley en 1966. La canción fue compuesta por Thorne Nogar y David Weichman. RCA la editó el 9 de junio de 1966 dentro del álbum con la banda sonora de la película y no la canción en sí al igual que el resto de los temas de ese álbum, no fueron sacados al mercado en formato sencillo. 
Paradise, Hawaiian Style volvió a editarse años más tarde como un tema de presentación en alguna de las versiones del video documental del concierto Aloha from Hawaii de 1973.

## Grabación
Las sesiones de grabación se iniciaron en julio de 1965 en los estudios Radio Recorders de Hollywood, California, con los músicos de acompañamiento trabajando en las pistas por separados. Elvis se dedicaría a poner la voz a los temas al mes siguiente de ese mismo año. La canción en cuestión es la que abre el álbum y puede apreciarse la potencia de voz de Elvis en ese momento de su carrera. En la canción se hace notorio los arreglos de Bernal Lewis en la steel guitar que le aportan a la canción un sonido más cercano a la música tradicional hawaiana.

## Mósicos
- Elvis Presley - voz
- The Jordanaires – coros
- Bernal Lewis – pedal steel guitar
- Scotty Moore, Barney Kessel – guitarra eléctrica
- Ray Siegel – contrabajo
- D.J. Fontana, Hal Blaine, Milt Holland – batería

## Letra
La letra, como su título anticipa, pone de manifiesto a Hawaii como un paraíso idílico, mencionándola como el 50° estado de los Estados Unidos y describiéndola con variadas metáforas como un lugar de descanso y diversión exótico donde la persona se deleita la vista en la naturaleza de su paisaje.
(Hawaii, U.S.A., Hawaii U.S.A 
We're flying, coming your way
Aloha, Hawaii U.S.A)

Gee it's great, to be in that fiftieth state
The land of enchanted dreams
What an isle, where it's heaven tropical style

Where love weaves a spell, it seems

## Escena en la película
El tema Paradise Hawaiian Style puede escucharse en su totalidad durante el inicio de la película, mientras transcurren los créditos de presentación con imágenes panorámicas de lo que actualmente se conoce como Old Airport Beach en la isla de Hawaii, a donde Elvis arriba en un vuelo. 